# Ourapteryx imitans
Ourapteryx imitans là một loài bướm đêm trong họ Geometridae.